# Grega Benedik
Grega Benedik, slovenski alpski smučar, * 21. maj 1962, Žirovnica.

## Športna kariera
Za Jugoslavijo je nastopil na Zimskih olimpijskih igrah 1984 v Sarajevu, kjer je nastopil v veleslalomu ter na Zimskih olimpijskih igrah 1988 v Calgaryju, kjer je tekmoval v slalomu in osvojil deveto mesto. Na Svetovnem prvenstvu v alpskem smučanju 1989 v Vailu je v slalomu in v alpski kombinaciji osvojil osmo mesto.
V karieri je dosegel eno zmago v svetovnem pokalu v slalomu. Skupno se je dvakrat uvrstil med najboljšo deseterico v veleslalomu, štirinajstkrat v slalomu, enkrat v superveleslalomu in enkrat v kombinaciji.

### Zmage v svetovnem pokalu
| Datum          | Prizorišče | Država      | Disciplina |
| -------------- | ---------- | ----------- | ---------- |
| 21. marec 1987 | Sarajevo   | Jugoslavija | Slalom     |

## Športni funkcionar, poslovnež
Po končani športni karieri prebiva v Kranjski Gori, kjer skupaj s soprogo vodita apartmaje tik ob smučišču, sam pa vodi tudi manjšo turistično agencijo. V letu 2018 je kot predsednik smučarskega strokovnega sveta na kongresu FIS kandidiral za mesto v 14-članskem telesu izvršnega alpskega odbora Mednarodne smučarske organizacije. Poleg smučanja se amatersko ukvarja tudi z golfom.